# Abby Wambach
Mary Abigail "Abby" Wambach (Rochester, New York, 1980. június 2. –) amerikai női válogatott labdarúgó.

## Sikerei, díjai

### Klub
NWSL Shield győztes (1):
- Western New York Flash (1): 2013

### Válogatott
- Világbajnok (1): 2015
- Olimpiai aranyérmes (2): 2004, 2012
- Aranykupa győztes (3): 2006, 2010, 2014
- Négy Nemzet Tornája győztes (1): 2006